# Mancera de Abajo
Mancera de Abajo ist ein Ort und eine westspanische Gemeinde (municipio) in der Provinz Salamanca in der Autonomen Gemeinschaft Kastilien-León. 2024 hatte die Gemeinde 197 Einwohner.

## Geographie
Mancera de Abajo befindet sich etwa 42 Kilometer ostsüdöstlich vom Stadtzentrum der Provinzhauptstadt Salamanca in einer Höhe von ca. 900 m.

## Bevölkerungsentwicklung
| Jahr      | 1900 | 1920 | 1950 | 1970 | 1981 | 1991 | 2001 | 2011 | 2021 |
| Einwohner | 856  | 846  | 1048 | 603  | 500  | 432  | 358  | 252  | 212  |

## Sehenswürdigkeiten
- Kirche Unser Lieben Frau vom Rosenkranz (Iglesia de Nuestra Señora la Virgen del Rosario)
- Palast der Markgrafen von Mancera (Palacio de los Marqueses de Mancera)